# Padina Matei
Padina Matei – wieś w Rumunii, w okręgu Caraș-Severin, w gminie Gârnic. W 2011 roku liczyła 951 mieszkańców. 